# Rhodospirillum rubrum
Rhodospirillum rubrum és un proteobacteri gram negatiu, acolorit de rosa amb una mida de 800 a 1000 nanòmetres.
És un anaerobi facultatiu i, per tant, pot usar la fermentació alcohòlica sota baixes concentracions d'oxigen o usar la respiració cel·lular en condicions aeròbies. Sota el creixement aerobi la fotosíntesi es suprimeix genèticament i el R. rubrum aleshores és incolor. La fotosíntesi de R. rubrum difereix de la de les plantes pel fet que no té clorofil·la a, sinó bacterioclorofil·la. R. rubrum és un bacteri amb forma d'espiral (spirillum).
R. rubrum també fa la fixació del nitrogen entre d'altres).
R. rubrum té usos en biotecnologia:
- Producció biològica de plàstic
- Producció d'hidrogen co combustible
- Model científic per l'estudi de la conversió d'eneia lumínica en energia química i vies del sistema de fixació del nitrogen.